# 梁巘
梁巘（1710年—1788年），字聞山、又字文山，號松齋，又號斷硯齋主人，安徽亳州（今亳縣）人。清代書法家。工書法，初學李邕，與孔繼涑稱「南梁北孔」，與梁同書、梁國治有「三梁」之稱。又與乾隆年間的張照、王澍、劉墉、王文治等重要書法家齊名。

## 生平
- 清康熙四十九年(1710年)，生於亳州十九里鎮，後居住在亳州城里夏候巷街（今夏候小學西跨院），世代書香傳家，曾祖父粱繼宗，祖父梁爾祿，父親粱接孟。
- 康熙五十二年(1713年)，四歲能誦《毛詩》，十二歲讀完經、史，弱冠時隨兄梁峰就讀于金陵（南京）「鐘山書院」，業師陳師古。曾多次參加科舉考試，均名落孫山。[1]
- 乾隆二十七年（1762年），敕授文林郎壬午科舉人，由咸安宮教習轉任湖北巴東縣知縣。
- 乾隆三十六年（1771年），以母親年邁辭官，回到家鄉亳州。
- 乾隆三十九年（1774年），張佩芳到壽州（今安徽省壽縣）任知州，親自到亳州延請梁巘出任壽州「循理書院」山長（院長）。其論書筆記《聞山評書帖》、《承晉齋積聞錄》等均是在壽州講學期間整理而成。
- 乾隆五十三年(1788年)，逝後歸根於十九里集南一里半杜莊村後。

## 書法

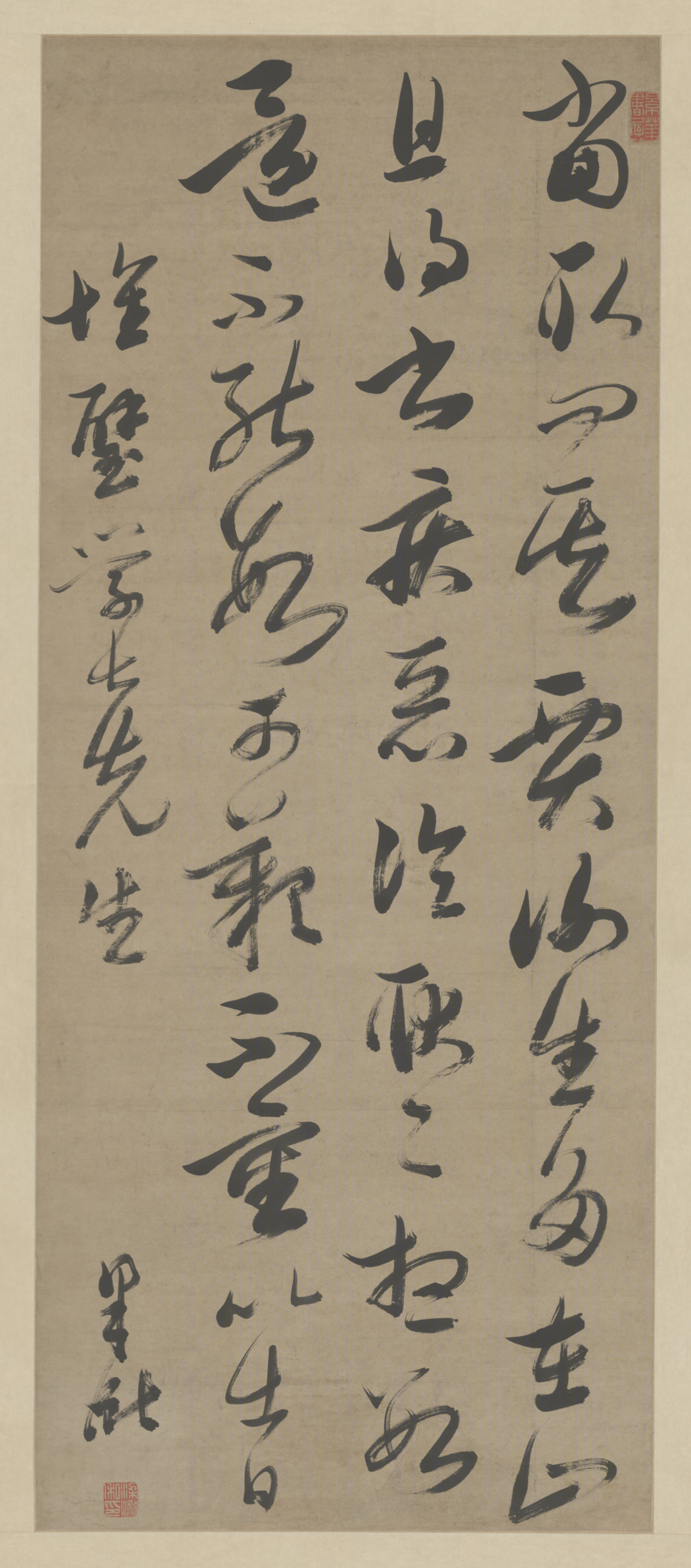
梁巘草书临王羲之帖（北京故宮博物院藏）

以工李北海書名於世。他書法理論曾在《執筆論》中說：「吾課循理書院十餘年矣，憶初至時，以執筆之法授人，無不謂為古人執筆不必盡如是，且誣以為欺人，及今得吾執法而字學長進者有數人，而人始息其譏而信之矣。」梁巘生長於碑帖代謝之際，是最早提倡取法周秦漢魏的書家之一，其書法實踐與書學思想對清代中葉碑學書風的興起發揮了重要的影響。

## 著述
- 《承晉齋積聞錄》
- 《評書帖》
- 《論畫筆記》

## 評價
- 楊守敬：「梁山舟（同書）領袖東南，梁聞山昌明北學，當時有南北二梁之目，誠為雙壁。」[3]
- 《清史稿》：「後巘以語金壇段玉裁曰：『執筆之法，指以運臂，臂以運身。凡捉筆，以大指尖與食指尖相對，筆正直在兩指尖之間，兩指尖相接如環，兩指本以上平，可安酒杯。平其肘，腕不附幾，肘圓而兩指與筆正當胸，令全身之力，行於臂而湊於兩指尖。兩指尖不圓如環，或如環而不平，則捉之也不緊，臂之力尚不能出，而況於身？緊則身之力全湊於指尖，而何有於臂？古人知指之不能運臂也，故使指頂相接以固筆，筆管可斷，指鍥痛不可勝，而後字中有力。其以大指與食指也，謂之單勾；其以大指與食指中指也，謂之雙勾；中指者，所以輔食指之力也，總謂之『撥鐙法』。王獻之七、八歲時學書，右軍從旁掣其筆不得，即謂此法。舍此法，皆旁門外道。二王以後，至唐、宋、元、明諸大家，口口相傳如是，董宗伯以授王司農鴻緒，司農以授張文敏，吾聞而知之。本朝但有一張文敏耳，他未為善。王虛舟用筆祗得一半，蔣湘帆知握筆而少作字樂趣。世人但言無火氣，不知火氣使盡，而後可言無火氣也。如此捉筆，則筆心不偏，中心透紙，紙上颯颯有聲。直畫粗者濃墨兩分，中如有絲界，筆心為之主也。如此捉筆，則必堅紙作字，輭薄紙當之易破。其橫、直、撇、捺皆與今人殊，筆鋒所指，方向迥異，筆心總在每筆之中，無少偏也。古人所謂屋漏痕、折钅義股、錐畫沙、印印泥者，於此可悟入。』巘少著述，所傳緒論僅此。當時與梁同書並稱，巘曰「北梁」，同書曰「南梁」。[4]

## 延伸閱讀
[在维基数据编辑]
 在维基文库阅读此作者作品（ 在维基共享资源阅览影像）
 《清史稿·卷503》，出自趙爾巽《清史稿》